# Asperula carpatica
Asperula carpatica är en måreväxtart som beskrevs av Iuliu Morariu. Asperula carpatica ingår i släktet färgmåror, och familjen måreväxter.
Artens utbredningsområde är Rumänien. Inga underarter finns listade i Catalogue of Life.